# Hawaiʻi Maritime Center
L'Hawaiʻi Maritime Center è stato un museo marino di Honolulu, il principale del suo genere nello Stato delle Hawaii.
Fondato nel 1988, era amministrato dal Museo Bishop, che ne ha decretato la chiusura, per ragioni di contenimento dei costi, a partire dal 1º maggio 2009. Si trovava presso il molo 7 del porto di Honolulu, presso l'Aloha Tower.
La struttura aveva ospitato la Falls of Clyde, uno dei National Historic Landmark, ultima petroliera a vela rimasta al mondo, che nel 2007 era però stata venduta, poiché il museo non aveva potuto far fronte alla necessaria ristrutturazione.
Le altre attrazioni principali erano la Kalakaua Boat House (dal re David Kalakaua), che ospitava 30 imbarcazioni di tutti i periodi storici e la Hōkūleʻa, riproduzione di una tradizionale imbarcazione polinesiana che nel 1976 compì la traversata dalle Hawaii a Tahiti.